# Xanthoparmelia surrogata
Xanthoparmelia surrogata är en lavart som beskrevs av Hale. Xanthoparmelia surrogata ingår i släktet Xanthoparmelia och familjen Parmeliaceae.   Inga underarter finns listade i Catalogue of Life.